# لورنس پارک (تورنتو)
لارنس پارک (انگلیسی: Lawrence Park, Toronto) محله ای در تورنتو، انتاریو، کانادا. از غرب با خیابان یانگ و از شرق با خیابان بی‌ویو و از جنوب از دره بلیت‌وود به خیابان لارنس در شمال همسایه است. لارنس پارک یکی از اولین حومه باغ‌های برنامه‌ریزی شده تورنتو بود. در اوایل قرن بیستم شروع شد و تا پس از جنگ جهانی دوم به‌طور کامل توسعه یافت. این محله در سال ۲۰۱۱ به عنوان ثروتمندترین محله در سراسر کانادا رتبه‌بندی شد.